# Pelle Mattsson
Pelle Mattsson (født 4. August 2001) er en dansk fodboldspiller som spiller for Silkeborg IF som Midtbane.
I januar 2019 blev han sammen med Rasmus Carstensen så småt indlemmet i SIF’s førsteholdstrup – dog fortsat med kampe på U19-holdet. Han var med på SIF’s træningslejr i Tyrkiet i februar og deltog også i en del af testkampene op til sæsonen. I april var han så klar til sin debut.

## Personlige forhold
Han er lillebror til fodboldspilleren og tidligere holdkammerat Magnus Mattsson som også spillede for Silkeborg IF, mens hans far Joakim Mattsson er cheftræner, og han har tidligere været assistenttræner i Silkeborg IF, Randers FC og Odense Boldklub. Mattsson har bl.a. trænet Christian Eriksen i Odense Boldklub, da han var træner der.